# José Orihuela Calatayud
José Orihuela Calatayud (Madrid, 7 de mayo de 1960) es un matemático español. Desde 2014 rector de la Universidad de Murcia hasta 2018. 

## Biografía
José Orihuela nació en Madrid en 1960, y a los 6 años se traslada a la ciudad de Murcia, donde desarrolla el resto de su vida.
Es Catedrático de Análisis Matemático de la Universidad de Murcia desde 1991, donde se doctoró en 1984, con la tesis Algunas clases de espacios Baire-convexos y el teorema de la gráfica cerrada. Tiene amplia experiencia docente y de gestión, habiendo sido Vicerrector de Planificación de Enseñanzas y de Profesorado en su Universidad (1991-1994) así como coordinador de transferencias de la Universidad de Murcia entre el Gobierno de España y la CARM (1994-95). Ha dirigido distintos proyectos competitivos de investigación financiados por el Gobierno Español, así como por la Agencia de Ciencia y Tecnología de la Región de Murcia.
En su investigación desarrolla técnicas de la topología, geometría y optimización en análisis funcional y estudia aplicaciones de éstas a las matemáticas de los mercados financieros. Ha publicado numerosos trabajos de investigación originales y dirigido varias tesis doctorales. Ha sido editor asociado de Serdica Mathematical Journal (1999-2011). 
Ha sido miembro del equipo de coordinación de la red nacional de Análisis Funcional NFAAS (2010-2013). Es Académico Correspondiente de la Real Academia de Ciencias Exactas, Físicas y Naturales, desde 2005 y editor de su revista, Serie A, RACSAM así como Académico de Número de la Academia de Ciencias de la Región de Murcia.
El 9 de abril de 2014 alcanza el rectorado de la Universidad de Murcia, logrando vencer por un 50.16% de los votos.